# 파라나강
파라나강(스페인어: Río Paraná, 브라질 포르투갈어: Rio Paraná)는 남아메리카의 강이다. 브라질에서 발원하여 파라과이와 아르헨티나를 거치 라플라타강에 유입되며, 총 길이는 2,570 km이다.

## 사진

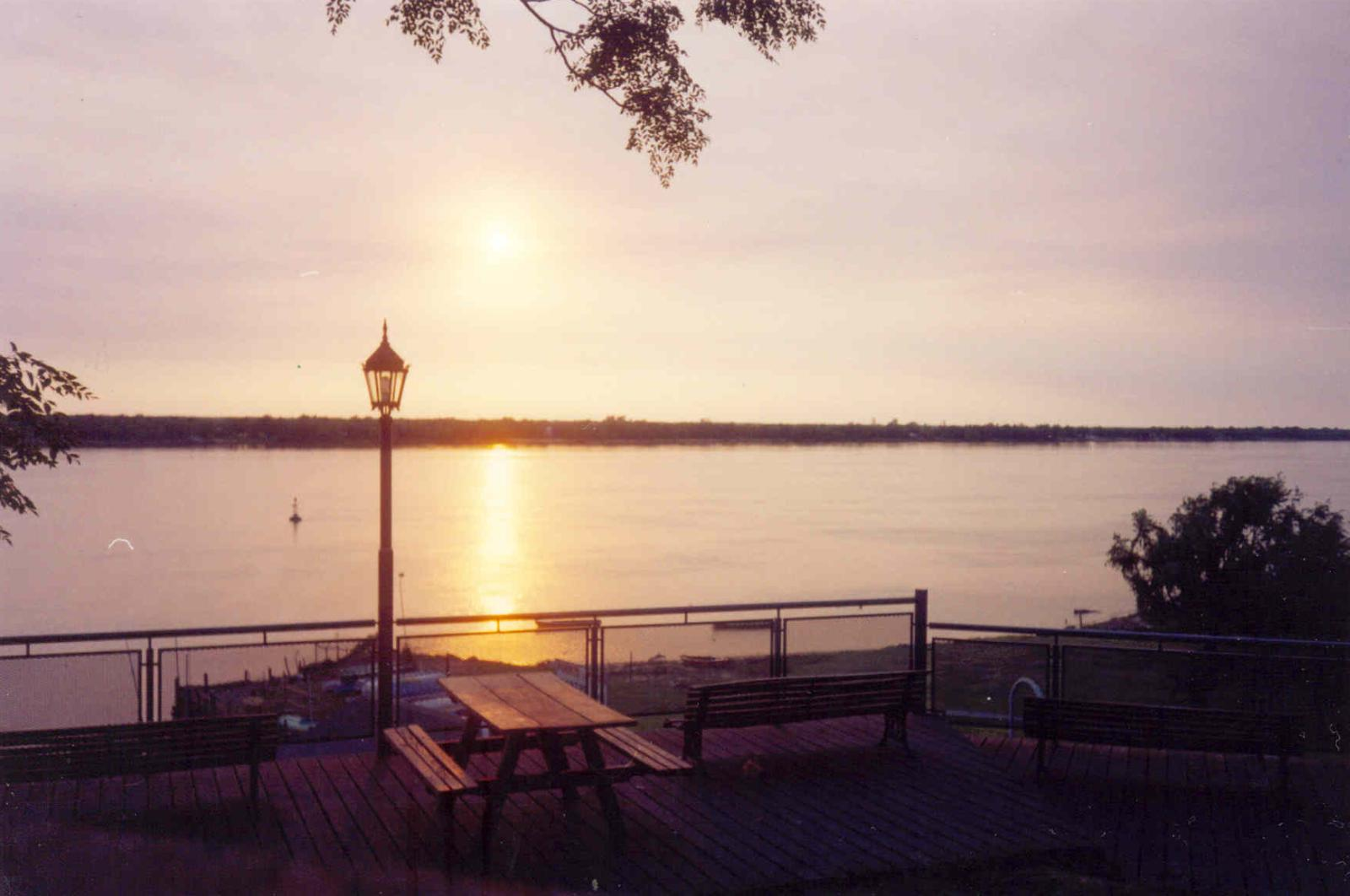
파라나강에 해가 떠오르는 모습(아르헨티나)
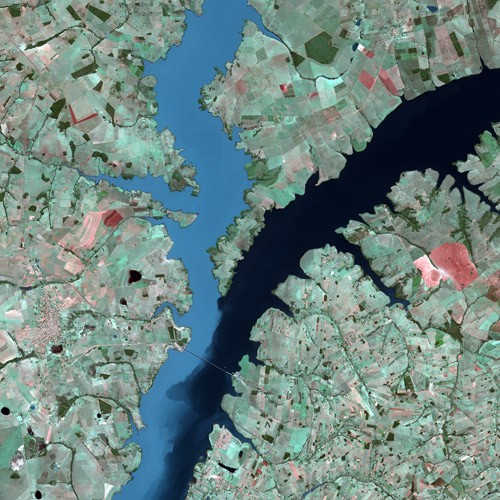
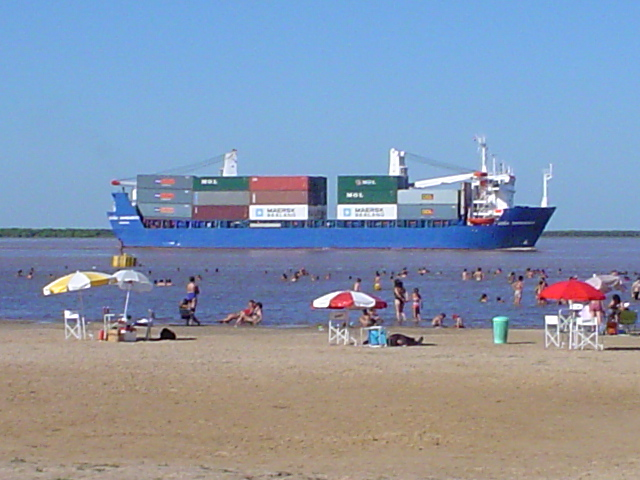
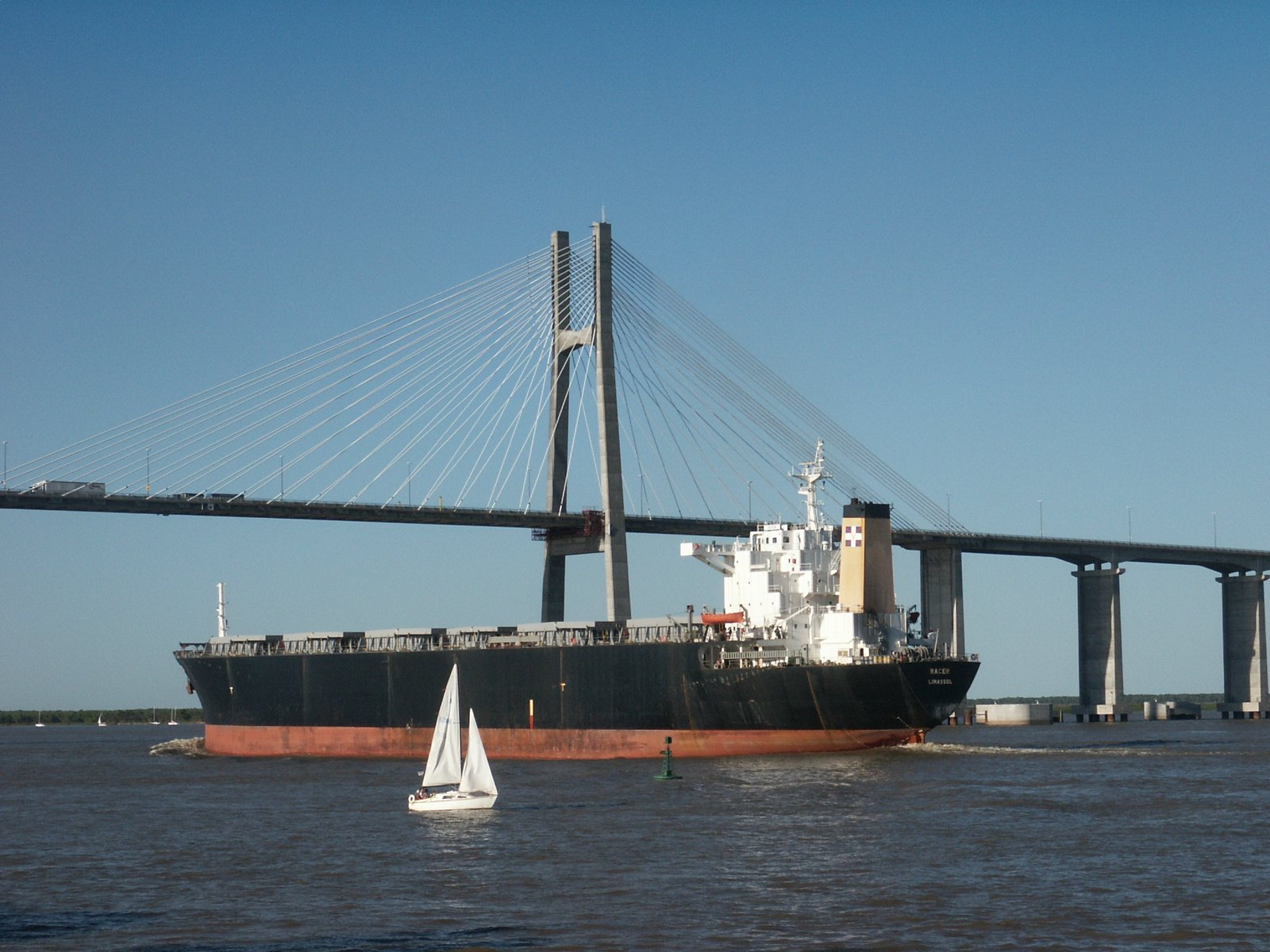
로사리오 빅토리아 브리지(Rosario-Victoria Bridge)
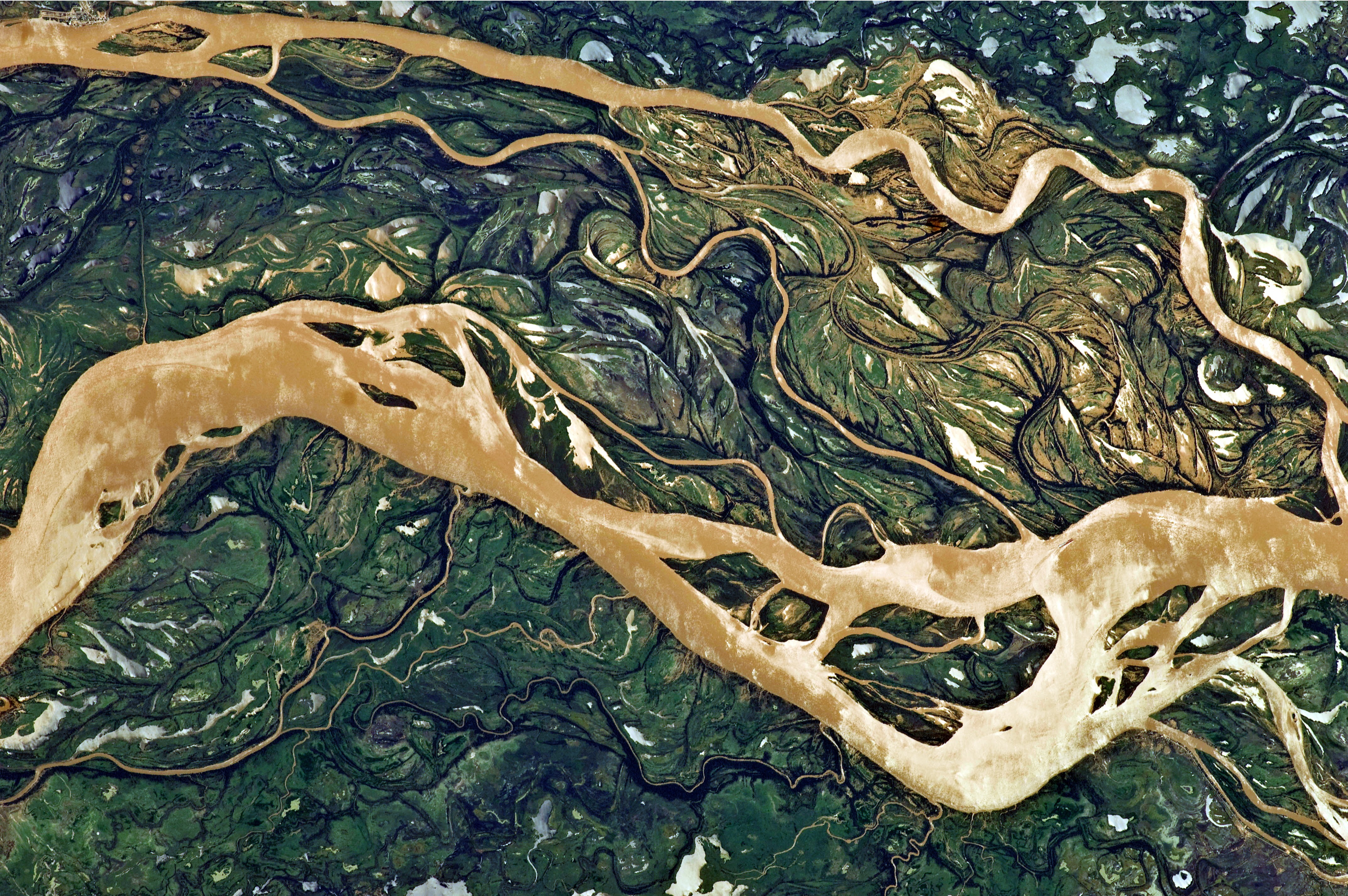
29킬로미터 길이의 파라나강을 우주비행사가 직접 찍은 사진